# Margaret Curran

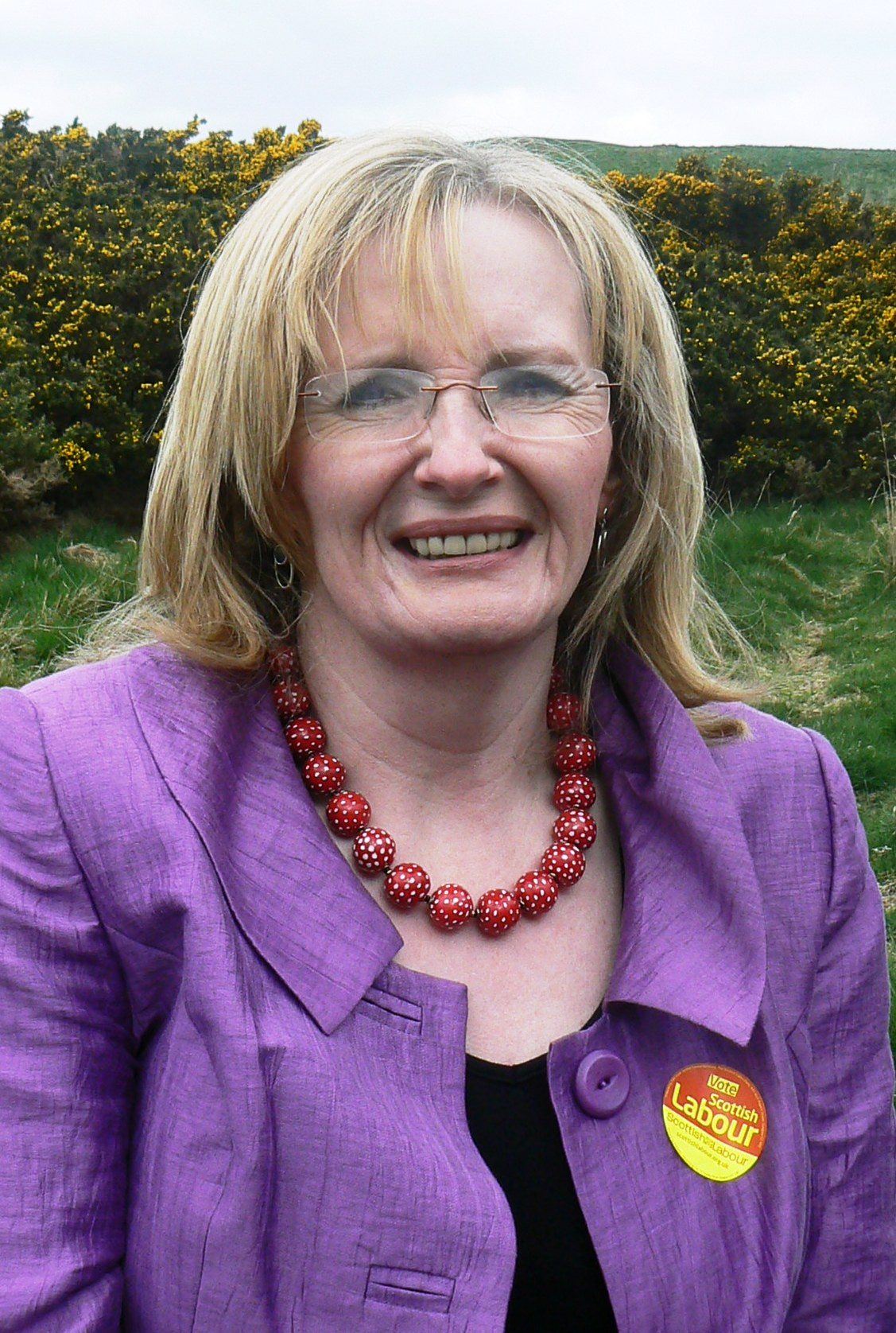
Margaret Curran

Margaret Curran (* 24. November 1958) ist eine schottische Politikerin und Mitglied der Labour Party.

## Leben
Curran besuchte die Our Lady and St Francis School in Glasgow und studierte anschließend an der Universität Glasgow Geschichte und Wirtschaftsgeschichte. Am Dundee College erlangte sie außerdem einen zertifizierten Abschluss in Community Education. Zwischen 1989 und 1999 war Curran als Dozentin für Community Education an der Universität von Strathclyde tätig. Curran ist verheiratet und Mutter zweier Söhne.

## Politischer Werdegang
Curran trat erstmals bei den Schottischen Parlamentswahlen 1999 zu nationalen Wahlen an. Sie kandidierte für die Labour Party im Wahlkreis Glasgow Baillieston und errang das Mandat mit deutlichem Vorsprung vor der Kandidatin der SNP. In der Folge zog sie in das neugeschaffene Schottische Parlament ein und war zunächst von Oktober 2000 bis Mai 2002 stellvertretende Ministerin für Soziale Gerechtigkeit und wurde direkt anschließend zur Ministerin im gleichen Ressort vereidigt. Bei den Parlamentswahlen 2003 verteidigte Curran ihren Wahlkreis und wurde dann zur Ministerin für das Gemeindewesen bestellt. Ab Oktober 2004 bekleidete sie das Amt der Ministerin für Parliamentary Business, das sie bis zum Ende der Legislaturperiode innehatte. Ein weiteres Mal verteidigte Curran ihr Mandat bei den Parlamentswahlen 2007.
Mitte des Jahres 2008 trat der Labour-Abgeordnete des britischen Wahlkreises Glasgow East, David Marshall, aus gesundheitlichen Gründen zurück. Curran kandidierte als Nachfolgerin erstmals für einen Sitz im Britischen Unterhaus, unterlag jedoch knapp dem SNP-Kandidaten John Mason.
Bei den Unterhauswahlen 2010 trat Curran abermals für Glasgow East an. Diesmal konnte sie den Wahlkreis deutlich für sich entscheiden und zog in das Britische Unterhaus ein. Zu den Schottischen Parlamentswahlen 2011 trat Curran nicht an. Bei den Unterhauswahlen 2015 konnte sich Curran nicht gegen die SNP-Kandidatin Natalie McGarry durchsetzen und sie schied in der Folge aus dem britischen Unterhaus aus.